# Safia compotrix
Safia compotrix là một loài bướm đêm trong họ Noctuidae.